# Теобалдо Депетрини
Теоблдо Депетрини (на италиански: Teobaldo Depetrini) е италиански футболист-национал, полузащитник и треньор. През 1930 г. започва професионална му кариера като футболист в УС Про Верчели (66 мача 1 гол). След това от 1933 до 1949 г. е във ФК Ювентус, където е неговият най-силен период с 359 мача и 10 гола. Завършва състезателната си кариера в отбора на ФК Торино от 1949 до 1951 г. (30 мача без отбелязан гол). За националния отбор на своята страна изиграва 12 мача за периода 1936 – 1946 г. Кариерата му като треньор е през сезон 1958 – 1959 във ФК Ювентус.